# دوميترو إيفان
دوميترو إيفان (بالرومانية: Dumitru Ivan)‏ هو لاعب كرة قدم روماني في مركز ظهير ‏، ولد في 14 مايو 1938 في بوخارست في رومانيا، وتوفي بنفس المكان في 17 يونيو 2015. لعب مع دينامو بوخارست.

## وصلات خارجية
- دوميترو إيفان على موقع قاعدة بيانات كرة القدم.إي يو (الإنجليزية)
- دوميترو إيفان على موقع ناشيونال فوتبول تيمز (الإنجليزية)
- دوميترو إيفان على موقع عالم كرة القدم.نت (الإنجليزية)
- دوميترو إيفان على موقع أوليمبيديا (الإنجليزية)